# Pluridisciplinariedad
La pluridisciplinariedad es la unión no integrativa de dos o más disciplinas, pertenecientes por lo general a un mismo campo de conocimientos, que, aunque tienen cierta relación de objeto, conservan sus métodos y modelos propios como ocurre en la multidisciplinariedad, pero en la que se busca mejorar la relación metodológica entre ellas. Como ejemplo de relación pluridisciplinar podemos citar la existente entre la Física y la Química para el estudio de ciertos sistemas o procesos.
Esto implica la existencia de relaciones de colaboración y complementariedad entre las diferentes disciplinas y la explicitación de unos objetivos comunes, sin la existencia de una sistematización o integración.

## Categorías de relación entre disciplinas
Aunque no fue contemplada por Jean Piaget en su clasificación de las relaciones entre disciplinas, otros muchos autores sí lo han establecido de este modo.
Esta diferencia entre lo multidisciplinar y lo pluridisciplinar se basa en la clasificación que estableció Erich Jantsch en el Seminario de la OCDE de 1979 y en los que también aparecen los conceptos de disciplinariedad cruzada, interdisciplinariedad y transdisciplinariedad. Ya existían estudios previos con clasificaciones similares como la de Ryszard Wasniowski de 1971.
Otro estudio importante sobre esta delimitación se debe a Cesare Scurati en 1974 que refuerza la contigüidad entre disciplinas como elemento diferenciador con la multidisciplinariedad.